# Lobocleta spoliataria
Lobocleta spoliataria là một loài bướm đêm trong họ Geometridae.